# Mack Miller
Andrew Markley "Mack" Miller (* 15. Oktober 1931 in Salt Lake City; † 16. Februar 2020 in Boise) war ein US-amerikanischer Skilangläufer.
Miller, der das Western State College startete, gewann im Jahr 1957 die NCAA-Meisterschaft im Skilanglauf. Bei den Olympischen Winterspielen 1956 in Cortina d’Ampezzo belegte er den 41. Platz über 15 km, den 38. Rang über 30 km sowie den 12. Platz zusammen mit Theodore Farwell, Larry Damon und Marvin Crawford in der Staffel und bei den Olympischen Winterspielen 1960 in Squaw Valley den 27. Platz über 30 km, den 22. Rang über 15 km, den 17. Platz über 50 km sowie den 11. Platz zusammen mit Karl Bohlin, John Dendahl und Peter Lahdenpera in der Staffel. Bei den Nordischen Skiweltmeisterschaften 1958 in Lahti kam er auf den 53. Platz über 15 km, auf den 28. Rang über 50 km und auf den 12. Platz zusammen mit Tauno Pulkkinen, Sven Johansson und Leo Massa in der Staffel. Nach seiner Karriere war er als Skilehrer tätig.